# Muriel Duckworth

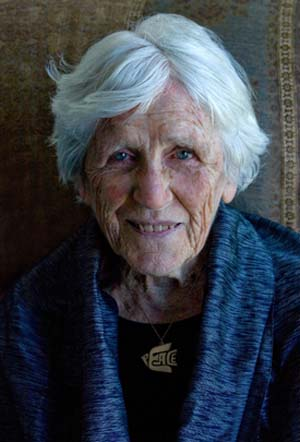
Muriel Duckworth (2008)

Muriel Helen Duckworth (* 31. Oktober 1908 als Muriel Helena Ball in Austin, Québec; † 22. August 2009 in Magog, Québec) war eine kanadische Pazifistin und Feministin.

## Leben
Duckworth wurde in den Cantons-de-l’Est geboren und gehörte der Religionsgemeinschaft der Quäker an. Nach einem Studium an der McGill University in Montreal, das sie 1929 mit dem Bachelor of Arts und einem Lehrdiplom absolvierte, studierte sie 1929/30 am Union Theological Seminary in New York. Gemeinsam mit ihrem Ehemann Jack Duckworth, mit dem sie in Notre-Dame-de-Grâce drei Kinder aufzog, engagierte sie sich im Student Christian Movement im Sinne des Social Gospel.
Seit 1944 in der Quebec Federation of Home and School Associations (QFHSA) aktiv wurde sie im Mai 1946 mit der Leitung eines Sonderausschusses zur Untersuchung der sog. Outremont School Question betraut.
Ab 1967 war sie vier Jahre lang Vorsitzende der Friedensorganisation Canadian Voice of Women for Peace (VOW); außerdem beteiligte sie sich an der Gründung des Canadian Council for International Co-operation, einer Organisation, die sich gegen Armut einsetzt. Sie war eine der bekanntesten Pazifistinnen Kanadas. 1983 wurde sie mit dem Order of Canada ausgezeichnet.